# Pierre-Marie Coty
Pour les articles homonymes, voir Coty.
Pierre-Marie Coty, né le 22 novembre 1927 à Anyama (district d'Abidjan, Côte d'Ivoire) et mort le 17 juillet 2020 à Abidjan (Côte d'Ivoire), est un prélat catholique ivoirien, évêque de Daloa de 1975 à 2005.

## Biographie
Pierre-Marie Coty est par ailleurs l'auteur des paroles de L'Abidjanaise, hymne national ivoirien depuis 1960,; le compositeur de la musique de L'Abidjanaise étant l'abbé Pierre-Michel Pango.

## Décoration
Commandeur : lors des célébrations des 20 ans de la disparition de l’abbé Pierre-Michel Pango, à titre posthume, et en compagnie de Pierre-Marie Coty, ils ont  été élevés au rang de commandeur de l’ordre national le 6 novembre 2013.